# Bergerocactus emoryi

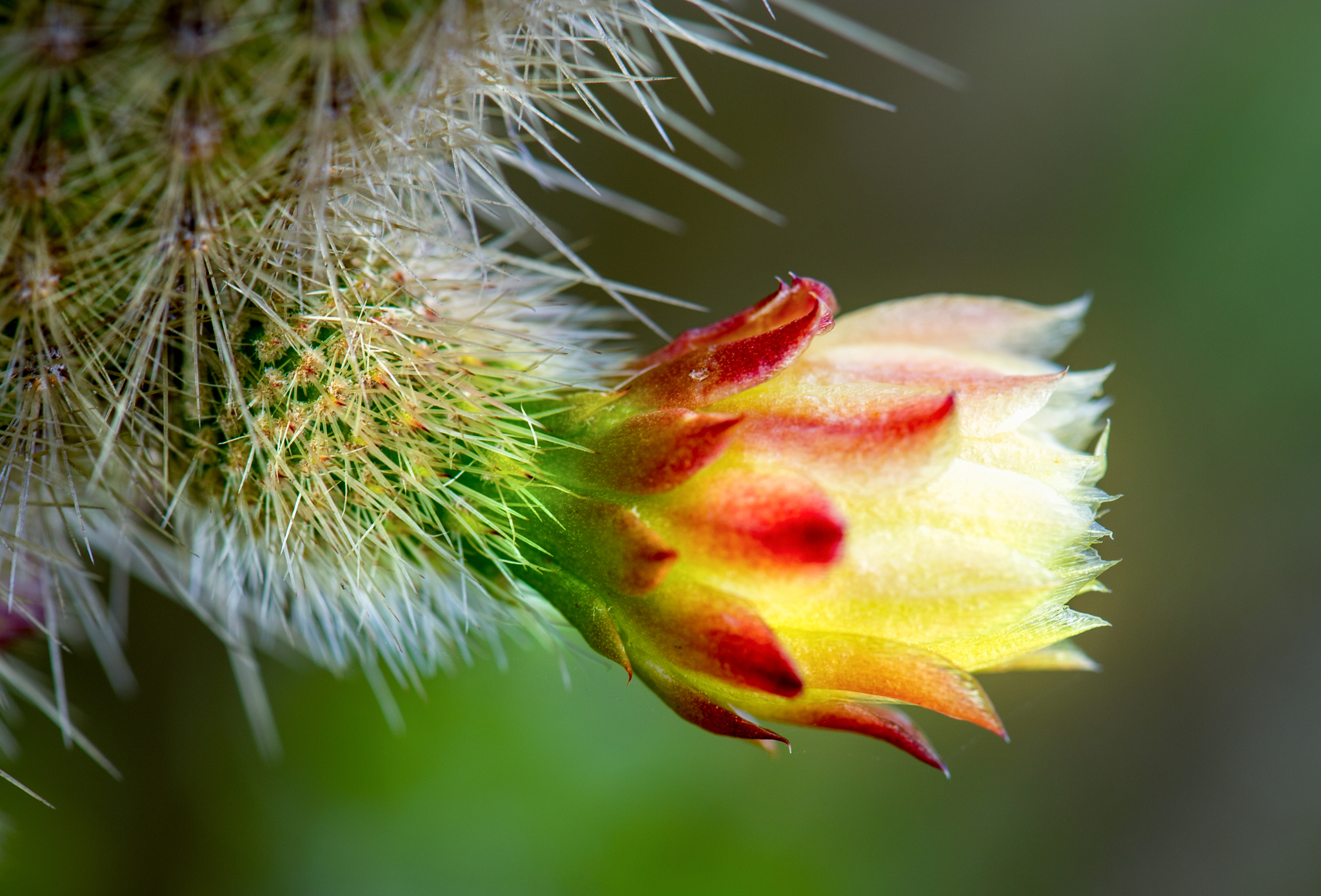
Blüte

Bergerocactus emoryi ist die einzige Pflanzenart der monotypischen Gattung Bergerocactus in der Familie der Kakteengewächse (Cactaceae). Der botanische Name der Gattung ehrt den deutschen Kakteenspezialisten Alwin Berger. Das Artepitheton emoryi ehrt den US-amerikanischen Major William Hemsley Emory (1811–1887), der von 1850 bis 1854 für die Vermessungsarbeiten an der mexikanischen Grenze verantwortlich war. Englische Trivialnamen sind „Golden Cereus“, „Golden Spine Cereus“, „Prohibition Cactus“, „Sprawling Cactus“ und „Velvet Cactus“.

## Beschreibung
Der strauchige Bergerocactus emoryi ist nahe am Grund stark verzweigt und bildet oft Polster von mehreren Metern Durchmesser. Die mehr oder weniger aufrechten, zylindrischen Triebe erreichen Wuchshöhen von bis zu 60 Zentimeter bei einem Durchmesser von 3 bis zu 6 Zentimetern. Die 20 bis 25 Rippen sind unauffällig. Die 20 bis 30 Dornen sind gelb, werden mit dem Alter dunkler und hüllen die Triebe oft völlig ein. Der Hauptdorn ist etwas zurückgebogen, die anderen sind ausgebreitet und bis zu 5 Zentimeter lang.
Die sich am Tag öffnenden Blüten sind gelb und haben einen Durchmesser von 5 bis 6 Zentimeter. Der Blütenbecher und die Blütenröhre sind filzig und bedornt. Die kugelförmigen, dicht bedornten Früchte haben einen Durchmesser von 2,5 bis 6 Zentimeter und enthalten verkehrt eiförmige, abgeflachte, schwarze, glänzende Samen mit fein genetzter Oberfläche.

## Verbreitung, Systematik und Gefährdung
Bergerocactus emoryi ist im südlichen Kalifornien und im Nordwesten von Baja California in Küstennähe in Höhenlagen bis etwa 60 Metern verbreitet.
Die ersten Pflanzen wurden in Kalifornien durch John Leconte und Charles Parry gesammelt und an George Engelmann geschickt. Durch ihn erfolgte 1852 die Erstbeschreibung als Cereus emoryi. Nathaniel Lord Britton und Joseph Nelson Rose stellten 1909 die Gattung Bergerocactus auf. Ein weiteres nomenklatorisches Synonym ist Echinocereus emoryi (Engelm.) Rümpler (1885).
In der Roten Liste gefährdeter Arten der IUCN wird die Art als „Least Concern (LC)“, d. h. als nicht gefährdet geführt.

## Nachweise